# Rozenwater

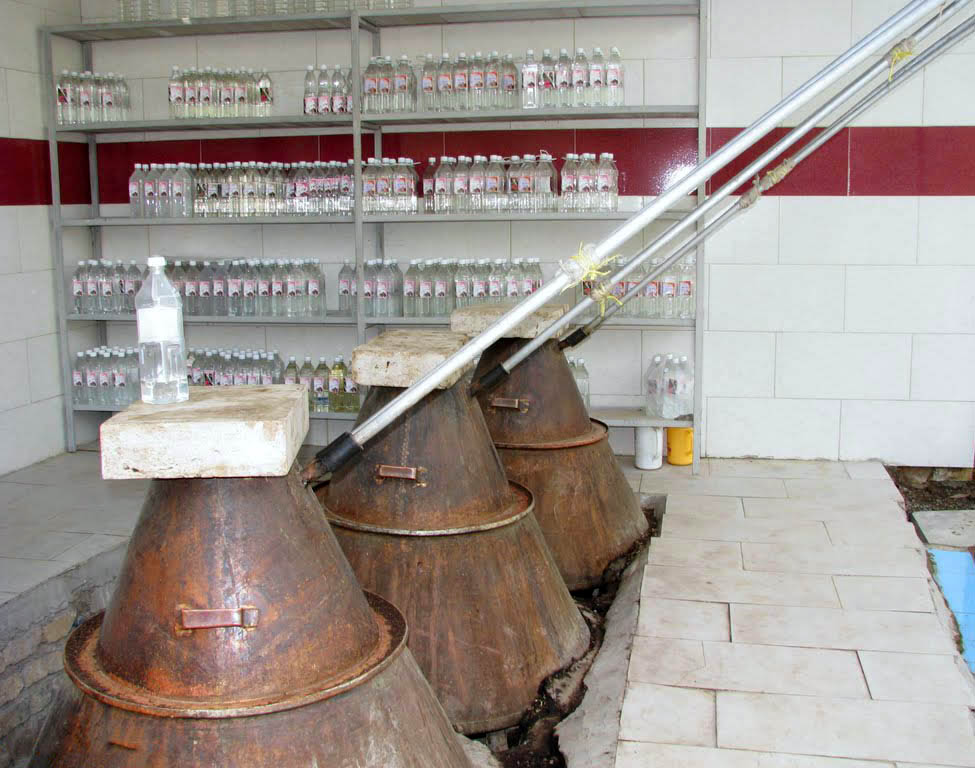
Kleinschalige rozenwaterfabriek in Kashan, Iran

Rozenwater is een waterig bijproduct dat vrijkomt bij de destillatie van rozenbloemblaadjes om rozenolie te winnen. Het is vaak een ingrediënt in desserts van het Indiase subcontinent en het Midden-Oosten. Rozenwater dat wordt verkocht voor cosmetische doeleinden is niet geschikt als smaakmaker voor voedsel.
Rozenessence is de synthetische versie van rozenwater.
Rozensiroop is rozenwater met suikerwater en rode kleurstof. Het wordt gebruikt in cocktails en desserts. 